# Francis Bebey
Francis Bebey (geboren 15. Juli 1929 in Douala, Cameroun; gestorben 28. Mai 2001 in Paris) war ein kamerunisch-französischer Musiker und Schriftsteller.

## Leben
Bebey verbrachte seine Kindheit im zentralafrikanischen Cameroun, kam aber zusammen mit seiner Familie später nach Frankreich. Sein gesamtes künstlerisches Schaffen legte Bebey in Englisch, Französisch oder Duala vor. Für seinen 1967 geschriebenen Roman Le Fils d'Agatha Moudio wurde er 1968 mit dem Grand Prix littéraire de l’Afrique noire, einem bedeutenden Literaturpreis Frankreichs, ausgezeichnet. Die deutsche Übersetzung erschien 1969 unter dem Titel Der Sohn der Agatha Moudio. Für den Roman Das Regenkind erhielt er in Frankreich den Saint-Exupéry Preis.
In seinen musikalischen Kompositionen brachte er durch Lamellophone und die Eintonflöte hindewhu hervorgerufene afrikanische Klänge mit westlichen Instrumenten wie E-Bass und Schlagzeug zusammen.
Mit ihm, dem Gitarristen John Williams und anderen Musikern entstand 2001 das Album The Magic Box mit traditionellen afrikanischen Rhythmen und Musikstilen.
Bebey wirkte als Musiker an den Aufnahmen von Liedern wie Whole Thing des Weltmusik-Kompilations-Albums mit dem Namen Big Blue Ball von Peter Gabriel und Karl Wallinger mit, das in den Sommermonaten der Jahre 1991, 1992 und 1995 in den Real World Studios aufgenommen wurde und 2008 erschien.
Im Alter von 72 Jahren starb Francis Bebey nach einem Herzinfarkt am 28. Mai 2001 in Paris. Sein 1964 geborener Sohn Patrick Bebey komponiert und spielt Klavier, Lamellophon und hindewhu, seine Tochter Kidi Bebey ist Journalistin und Autorin.

## Werke